# Gunnar Wennerberg
Gunnar Wennerberg, född 2 oktober 1817 i Lidköping, död 24 augusti 1901 på Läckö kungsgård, var en svensk ämbetsman, politiker, skald och tonsättare; ecklesiastikminister 1870–1875 och 1888–1891, landshövding i Kronobergs län 1875–1888, ledamot av första kammaren från 1875, ledamot av Svenska Akademien från 1866 – där han efterträdde Christian Eric Fahlcrantz på stol nr 2 – och ledamot nr 324 av Kungliga Musikaliska Akademien den 30 december 1850. Som musiker var han autodidakt.

## Biografi

### Tidiga år
Gunnar Wennerberg var son till prästen Gunnar Wennerberg och Sara Margareta, född Klingstedt och var från 1852 gift med grevinnan Hedvig Sofia Cronstedt samt far till konsthantverkaren Gunnar G:son Wennerberg samt farbror till konstnären Gunnar Brynolf Wennerberg och morfar till Amelie Posse. Efter skolgång vid Skara skola och Katedralskolan i Skara blev Wennerberg student vid Uppsala universitet 1837. Han studerade först klassiska språk och naturvetenskap och senare filosofi och estetik. Särskilt intresse visade han för Spinozas filosofi, som var hans favoritämne. Han började sin studenttid i Uppsala som genuin plugghäst. Han levde som en enstöring och grubblade över livets gåtor, vilka han till följd av sjuklighet såg i mörkare dager än andra.
Vid sidan av studierna visade han dock ett starkt musikaliskt intresse, och som barytonsångare kom han att vinna inträde i kulturella Uppsalasalonger och kom i kontakt sin studenttids berömda män och kvinnor i staden. Han umgicks exempelvis med Geijer, Atterbom, Hwasser, Järta, Palmblad, Böttiger, Malla Silfverstolpe, med flera.
Han kom i beröring med de vittra kretsarna i Malla Silfverstolpes hem. Värdinnans första intryck av honom var att han var lång och mager, såg sjuklig ut och hade de ljusaste ögon hon sett. I början förekom ynglingen henne något stel och obetydlig, men han hade i alla fall något ovanligt som väckte intresse. Efter hand lade den unge grubblaren och enstöringen oväntade sällskapstalanger i dagen, och de unga damerna visade en oförställd beundran för studenten med de rika lockarna.
Wennerbergs första studietid sammanföll med händelser som Erik Gustaf Geijers avfall, Almquists Det går an-strid, skandinavismens frambrytande bland studenterna, strävandet för en studentförening och bildandet av Upsala studentkårs allmänna sångförening. I studentpolitiken deltog han inte, utan var mer intresserad av sällskapslivet, både i familjeumgänge och det mer uppsluppna "studentsvyckandet". Han gifte sig 1852 med grevinnan Hedvig Sofia Cronstedt, dotter till amiral Jakob Otto Cronstedt.

### Juvenalerna

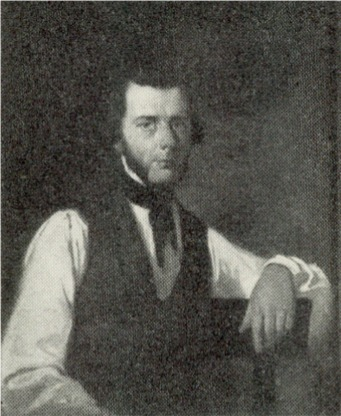
Gunnar Wennerberg. Målning 1850.

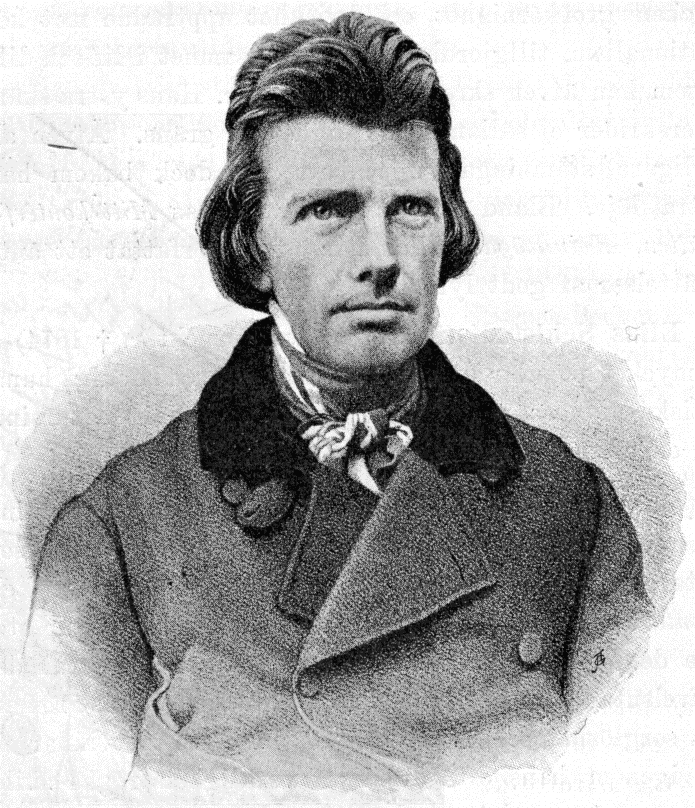
Gunnar Wennerberg. Litografi omkring 1850.

Stort inflytande på Wennerbergs utveckling som skald och musiker var kretsen av vittra, musikaliska och glada uppsalastudenter som samlades under namnet Juvenalerna. Han anslöt sig till dem 1843, och för dem skrev han text och musik till en hel mängd sånger. Bland dessa sånger finns en serie av tio studentikosa buffatrios för tenor, baryton och bas, som tillkom åren 1846–1847. År 1851 utgavs dessa sånger under titeln De tre. Hos Juvenalerna blev han mycket uppskattad, särskilt i den krets som samlades kring prinsarna Karl och Gustaf under deras vistelse i Uppsala.

### Gluntarne
Efter att tenorsångaren Daniel Hwasser flyttat till Stockholm, följdes buffatriona av de inom kort berömda Gluntarne. Denna sångsamling består av 30 duetter för baryton och bas med pianoackompanjemang. Duetterna skildrar episoder ur Uppsalas studentliv och tillkom 1847–50. Bland dem kan nämnas En kväll på kyrkogården och Examens-sexa på Eklundshof, som tillkom först under tiden i Skara. Redan 1848 var flera av dem spridda i avskrifter även i övriga Sverige. Den uppskattning Gluntarne fick bidrog till att Wennerberg motvilligt medgav att de trycktes och utgavs i häften åren 1849–51.
Namnet "Gluntarne" fick de av följande anledning: Otto Beronius, som var en i Juvenalerna, var duktig på att sjunga uppländska bondvisor och utmärkte sig särskilt i en sådan, som började "Inte vet ja’ hva ha’ ä’ sum fallerar gamle glunten (det vill säga pojken) Mitkel vår". Efter den visan fick han inom kamratkretsen smeknamnet "Glunten". Då fler duetter sedan skrevs för honom och Magistern (som var Wennerberg själv), förekom hans smeknamn i texten och gav sedan sitt namn åt sångsamlingen.
"Gluntarne", som tillägnades Beronius och pianoackompanjatören, sedermera förste direktören för Kungliga Majestäts hovkapell och Kungliga Majestäts spektakler friherre Eugène von Stedingk, blev alltmer populära och fick tillträde till de större konsertsalarna. Senare sjöngs duetterna i hela Norden. Text och musik utgavs senare i minst 15 upplagor. Texterna särskilt åren 1876 och 1882 i andra bandet av Gunnar Wennerbergs  Samlade skrifter, med en historisk inledning och upplysningar.

### Ur Davids psalmer
Det första häftet av Ur Davids psalmer publicerades med namnet Stycken ur Davids psalmer på Abraham Hirschs förlag år 1861. Till utgången av året 1869 hade Gunnar Wennerberg gett ut 40 psalmtonsättningar i tio olika häften. Musiken liknar i någon mån hans musikaliska förebild, Georg Friedrich Händel. Samlingen blev väl mottagen och en ny upplaga vid namn Ur Davids Psalmer publicerades 1877. Samlingen fick fortsättning under åren 1884–86 med fem häften och 15 psaltarpsalmer. Under åren 1893—1901 publicerades två mindre samlingar, som innehöll 23 verk ur samlingen Ur Davids Psalmer, nu arrangerade enbart för solostämma och piano eller orgel i stället för kombinationen kör – piano eller orgel.

### Akademisk karriär
Gunnar Wennerberg hade redan före detta arbete börjat dikta och tonsätta dels solosånger och trior, dels "frihetssånger" och körer för Uppsalasången. Texterna anslöt sig till den Nybomska fosterländska tonen och Wennerbergs popularitet var omkring 1850 mycket stor.
År 1845 blev han filosofie magister, 1846 docent i estetik och (för vårterminen 1846) anförare för Allmänna Sången. År 1849 utnämndes han till lektor i filosofi och modersmål vid Skara gymnasium (Katedralskolan). Det var mest för brödfödans skull som Gunnar Wennerberg sökte det lektorat i Skara, som han då tillträdde, ty "att undervisa andra har jag aldrig varit särdeles förtjust av", anförtrodde han en själsfrände. Till hans beslut att ge sig in på den pedagogiska banan medverkade sannolikt också den ängslan som hans gamle far, prosten i Lidköping, visade för Gunnars framtid i ekonomiskt hänseende.
Det var ingen lätt sak för den knappt mer än trettioårige lektorn att slå rot i sin nya verksamhetskrets i den stilla småstaden. Medan han "bråkade sin egen och västgötaungdomens skallar med logik", hade han sina hjärterötter kvar i Uppsala, och på minnena därifrån levde hans själ. "Uppsalalös" kallade han sig själv, och ofta kände han tårar i halsen vid tanken på vad han måst lämna och försaka. Så småningom fick han dock goda vänner även i Skara, och blev avgudad inte bara av stadens damer utan också av sina lärjungar. De önskade till och med att få fler lektionstimmar med honom.
Vid denna tid företog han en resa genom Sverige, där han firades med stora tillställningar. År 1850 invaldes han i Musikaliska akademien, och samma år erhöll han Karl-Johans-priset av Svenska akademien för sånger – hette det –, som var för allmänt kända för att fordra något vidare vitsord. Som lärare verkade han lite mer än ett årtionde.

### Ämbetsmannakarriär

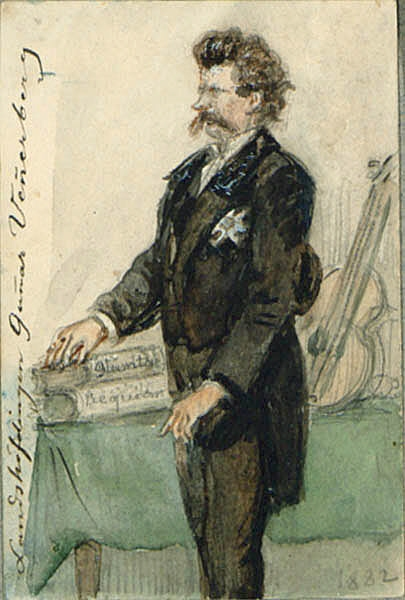
Gunnar Wennerberg. Akvarell utförd av Fritz von Dardel 1882.

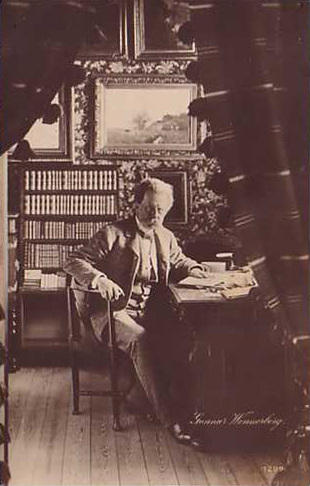
Gunnar Wennerberg.

I början av 1860-talet kallades Gunnar Wennerberg till huvudstaden för att 1861–62 medverka som ledamot i en kommitté för Nationalmuseets ordnande, och 1863–64 sändes han utomlands för nämnda museums räkning. Det var nämligen hans nära vän kung Karl XV:s avsikt, att Gunnar Wennerberg skulle bli Nationalmuseets intendent.
Löneförhållandena blev inte så som kungen önskat, men han stannade ändå i huvudstaden som tillförordnad expeditionssekreterare och som byråchef för den avdelning inom ecklesiastikdepartementet, som handlade ärenden rörande elementarundervisningen.
Gunnar Wennerberg invaldes 1866 i Svenska akademien, och kallades 1870 efter Fredrik Ferdinand Carlson till ecklesiastikminister i Adlercreutz ministär. Det såg en tid ut, som om han skulle bli biskop i det stift, där han fötts och verkat som lärare, men han utnämndes i stället 1875 till landshövding i Kronobergs län. Där verkade han i tretton år.
Gunnar Wennerberg fick utmärkelsen kommendör med stora korset av Nordstjärneorden 1873.

### Politiken

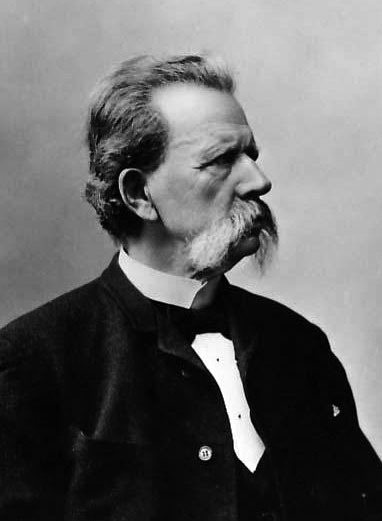
Gunnar Wennerberg. Foto omkring 1880.

Gunnar Wennerberg kom att skriva under en hel del viktiga förordningar, såsom fattigvårdsförordningen, förordning om allmän änke- och pupillkassa för prästerskapet, änkekassa för folkskollärarna, förordningarna om upphörandet av teatercensuren, avskaffandet av de säljbara apoteksprivilegierna, den tekniska undervisningens ordnande, lönereglering för elementarlärare, ordnande av veterinärundervisningen, understöd åt elementarläroverk för kvinnlig ungdom och lapparnas och finnarnas undervisning.
Han verkade också för kvinnans tillträde till högre akademisk undervisning, och under hans chefskap för Ecklesiastikdepartementet fick den så länge omstridda medicinska frågan (om Karolinska institutets ställning till den medicinska utbildningen) sin slutgiltiga lösning (Kungligt brev den 12 december 1873). Han planlade också under denna tid en reform av elementarundervisningen, och började nedifrån genom den 1873 utfärdade undervisningsplanen för läroverkets tre lägsta klasser. Läroverksreformens utvidgande även till det högre stadiet hann Wennerberg inte genomföra, eftersom han i maj 1875 avgick ur regeringen tillsammans med fyra kollegor.
Landstinget i Kronobergs län utgjorde Kronobergs läns valkrets vid förstakammarval och utsåg honom till ledamot av första kammaren vid valen 1876 och 1884. Kammaren valde honom till ledamot av talmanskonferensen 1894–1901, där han med iver deltog i debatten, särskilt i frågorna om undervisningen, om försvarsväsendet, kommunikationsväsendet, edgången (varvid han kämpat för avskaffandet av officiella eder) samt i kyrkliga lagstiftningsfrågor, där han verkade för en friare riktning.
Från mitten av 1880-talet kom Gunnar Wennerberg i oppositionell ställning till regeringen. Han uppträdde vid 1885 års riksdag mot härordningsförslaget, var vid 1887 års majriksdag en av de skarpaste oppositionsmännen i den konstitutionella frågan om ny eller fortsatt riksdag, och 1888 invaldes han, trots att han var förtroendeämbetsman, i konstitutionsutskottet och blev dess ordförande.
Han stannade dock inte länge i detta utskott. Kort efter riksdagens början inkallades han, som slutit sig till tullskyddspartiet, i februari åter i regeringen som ecklesiastikminister. I denna egenskap framlade han 1890 ett förslag till läroverksreform. Reformens huvudpunkter var elementarkursens fördelning i tre fakultativt fristående kursavslutningar, lästidens förlängning från trettiosex till fyrtio veckor, införande av skolavgifter för de övre klasserna samt indragning och ombildning av smärre läroverk. Denna reform strandade eftersom andra kammaren fordrade att latinundervisningen bara skulle omfatta fyra årsklasser. Det var ett villkor som första kammaren inte ville godkänna. Endast en del av de föreslagna ändringarna om de mindre läroverken blev riksdagens beslut, men Gunnar Wennerberg förberedde emellertid ett nytt förslag på huvudsakligen samma principer.
Under sin andra ministertid genomdrev han i övrigt dövstumundervisningens ordnande, kvinnors valbarhet till skolråd och fattigvård, hälsovårds- och sjukvårdsstadga för landsorten med lönereglering för provinsialläkarna, nybyggnadsanslag till konstakademien och förordning om likbrännings ordnande. Vidare tillkom den nya stadgan för filosofie kandidat- och licentiatexamen, såsom två särskilda examina (utan latin som lagtvunget ämne). Det var det första och viktigaste steget till en examensreform, där även universitetsundervisningen reglerades i viktiga punkter.
Med Gunnar Wennerbergs underskrift utfärdades även statuter för Sveriges då yngsta högskola, Göteborgs högskola, vilken invigdes av honom själv i september 1891. Kort därefter, i november 1891, lämnade han med pension sitt statsrådsämbete. Anledningen var inte de anmärkningar andra kammarens i 1891 års konstitutionsutskott gjort mot honom i några frågor, utan den meningsskiljaktighet, som uppstod mellan honom och statschefen i en akademisk befordringsfråga (den Widmark-Nordensonska striden). Det gällde tillsättandet av extra ordinarie professuren i oftalmologi vid Karolinska institutet.
1893 och 1898 valdes Gunnar Wennerberg till ledamot av kyrkomötet, där han representerade en tämligen moderat riktning. Åren 1894–97 var han ordförande i kommittén för utarbetande av musik till svenska mässan. Han blev ledamot av Musikaliska akademien 1850, hedersledamot, av Konstakademien 1871 och av Kungliga Vetenskaps- och Vitterhetssamhället i Göteborg 1893.

### Konstnärskap
Vid sidan av sitt politiska arbete fortsatte Gunnar Wennerberg att dikta och skriva sånger. Som musiker så gott som halvt om halvt autodidakt, studerade han sig dock småningom in i även mera lärda och invecklade konstformer. Hans kompositioner är uteslutande satta för en eller flera stämmor, med eller utan pianoackompanjemang (oratorieverken dock med orkester). Hans intresse för musik hade väckts i föräldrahemmet (som gymnasist var han sångledare för syskonen och skolkamrater), och det utvecklades under ett informatorsår 1838–1839 hos en konstälskande familj von Essen i Västergötland. De närmast följande studentåren (han var vid den tiden en sjuklig och grubblande enstöring) spelade han mycket piano, inträngde på egen hand i kontrapunktikens och den musikaliska formlärans hemligheter, övade sig i fuga- och motettkomposition efter gammalitalienares och Händels mönster. Som förelöpare till hans patriotiska körsånger tillkom 1844 den märgfulla Bjöd så i Thule en konungased, och de burleskt-backanaliska sångtriorna De tre utgjorde med sin livfulla stämföring en förstudie till den ovan omtalade duettcykeln Gluntarne, detta genialiska verk, som utgör grundvalen för Wennerbergs konstnärsrykte. Gluntarne visade på djärva nyheter i flera ställen i både melodibildning och harmonik, som stötte den dåtida, i ensidig mozartism fångna kritiken. I övrigt var ju denna musik ägnad att genom sin levande karakteristik, stämningsfullhet och rena, klara form slå an på alla.

### Tecknaren
Under sin tid i Uppsala studerade han tillsammans med John Arsenius teckning vid universitetets ritsal och finns representerad vid Uppsala universitetsbibliotek med ett antal karikerande porträtteckningar, bland annat ett självporträtt från 1849 och ett porträtt av brodern Brynolf.

### Död
De sista veckorna av sitt liv tillbringade Gunnar Wennerberg i hembygden. Under ett besök hos sin svåger Axel Rudenschöld på Läckö kungsgård avled han sensommardag 1901 vid den höga åldern av 84 år. Några dagar förut hade han blivit uppvaktad med sång av deltagare i ett nordiskt studentmöte, som då hölls på Läckö slott. En stor människomassa var samlad, när studenter från alla Nordens länder stämde upp i "Deilig er jorden". Fönstren till Wennerbergs rum, vilka låg på nedre bottnen, stod öppna, men han orkade inte själv tala till studenterna. Han bad sin svåger, Axel Rudenschöld, gå ut och tacka å hans vägnar. "Säg dem, att det är sista gången de sjunga för mig, och att jag är glad, att studentsång är den sista musik, jag hör i detta livet!" ska han ha sagt. När Rudenschöld kom ut på trappan och framförde denna hälsning, blev det tyst över hela den stora folkmassan. Några sånger till sjöngs, och sedan avlägsnade de sig stilla.
En av Wennerbergs döttrar satt inne vid faderns säng och beskrev för honom vad som försiggick utanför: "Nu tåga de bort, nu vifta de med mössorna." "Giv mig ljusstaken", sade då Wennerberg, och med fast hand grep han ljuset och förde det som en hälsning flera gånger ovanför sitt huvud. Sedan syntes Gunnar Wennerberg aldrig mer utanför de fyra väggar, inom vilka han snart skulle sluta sina dagar. Inför de anhörigas ängsliga omsorger om honom sade han bara helt lugnt: "Detta är ingenting märkvärdigt; det är bara det gamla maskineriet, som är utnött och måste stanna. Det är ingenting att sörja över."
Wennerberg vilar vid Odensvi kyrka, Linköpings stift, eftersom dottern Astrid Fleetwood (1866–1950) (gift med Edvard Fleetwood i släkten Fleetwood) bodde på Odensviholm, där Gunnar Wennerberg ofta vistades på äldre dagar.

## Analys av verken
Betydande är Gunnar Wennerbergs förmåga att skapa vackra melodier, som i sin på en gång lättflytande och uttrycksfulla naturlighet tycks självfallna; hans cantilena verkar nästan italiensk. Han förstår att skriva väl för rösterna, trots att han ofta fordrar stort omfång och särskilt djupa basar; ett sådant utnyttjande av rösttillgångarna var något dittills okänt i svensk tonkonst. Wennerberg var inte rädd att emellanåt tillgripa dissonanser för att få det rätta uttrycket. Annars rör sig hans harmonier gärna med så enkla medel som sexter eller terser i parallellrörelse, men gestaltar sig även som verkningsfull motrörelse, inte minst i Gluntarne, där dessutom pianoackompanjemanget uppvisar en mängd lyckliga fynd. Den mycket beundrade enheten mellan text och musik i Gluntarne sammanhänger med, att han här liksom till nästan alla sina världsliga sånger själv författat sångtexten. 

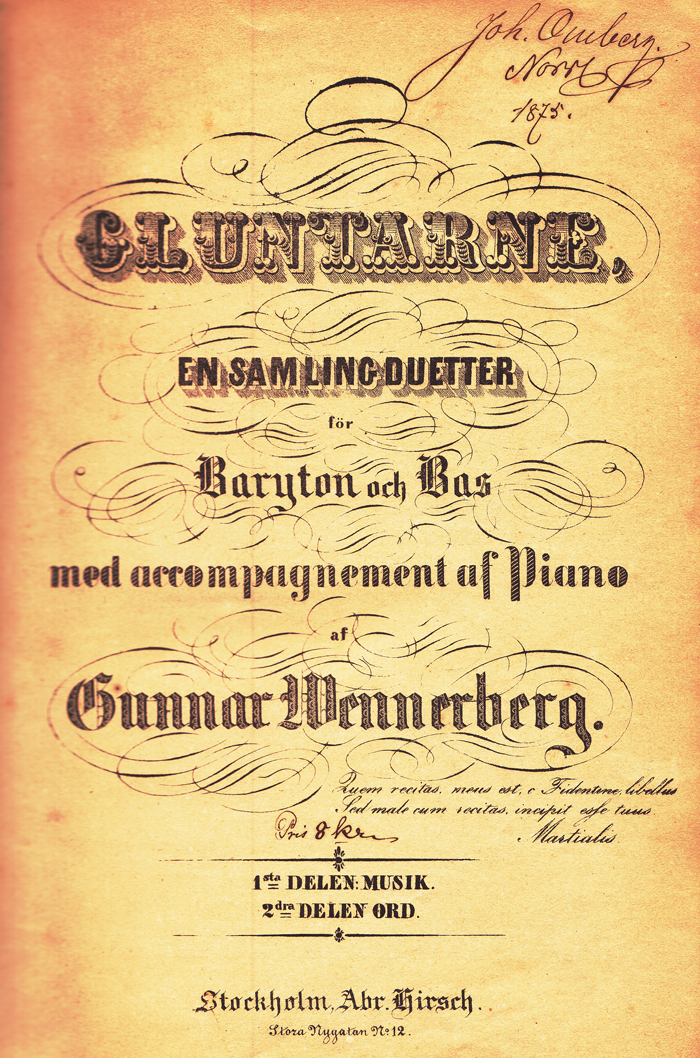
Gluntarne. Omslag till nothäfte.

Liksom han i denna dialogcykel avspeglat studenthumorn i alla dess gradationer, skänkte han lyftning åt ungdomens lyrisk-erotiska svärmeri i sina Serenader, av vilka nio trestämmiga, komponerade 1845–1850, utgavs 1852, däribland trior som Minns du den gången, Darrande ton, Ack säg mig, var är du. Fem liknande serenader utgav han 1875. Vida större räckvidd fick dock den tolkning han skänkte ungdomens fosterlandskänsla genom sina storvulna körer för mansröster (intagna i samlingarna Odinslund och Lundagård samt Studentsången). Det uppsvenska folklynnets kraftiga och något sträva allvarspatos framträder här i toner av eld och liv, och den polyfona behandlingen är verkligt självständig. Bland dessa körer har i synnerhet fansången Stå stark (1848), den majestätiska hymnen O Gud, som styrer folkens öden (1849) och den till nationalsång vordna Hör oss Svea (1853) blivit folkkära och är stående nummer på sångföreningarnas repertoar, medan den trotsiga hetblodigheten i Frihet bor i Norden (1847) och Hur länge skall i Norden (1848) numera tycks ha blivit för stark för ett tamt släkte och Trummarsch (samma år) orättvist glömts bort på grund av svårsjungenhet samt Skarpskyttemarsch (1861) och Kung Karls drapa (1872) fick endast övergående betydelse, varemot den patetiskt eftertryckliga Säg oss ditt namn, du fruktansvärde (1871) genom sin sociala innebörd fick en återuppståndelse och den gammalsvenskt humoristiska segervisan Så contigit in Lenom (1871) bibehåller sin plats i Uppsalasången. Äktenskaplig lycka tolkas i solokvartetten Min ros (1880). Den dramatiska episoden Im Auerbachs Keller (ur Goethes Faust), komp. 1876 och utgiven 1878, tillägnad Orphei Drängar, utgör en efterklang av gluntstilen. Bland Wennerbergs  7 Sånger för blandad kör (1875) framstår skogsidyllen En junidag.
Solosånger vid piano (de flesta komponerade på 1840-talet) utgav han i häften 1850–1854, 1870 och 1876; av varaktigt värde bland dem är åtminstone Jätten, Fiskaren på Kinnekulle, Tösa på Svältera, Min vår och Djævelsklokken. Hans lyckliga uppfinning förnekar sig inte heller i åtskilliga av de sångduetter vid piano, som han komponerade mestadels i slutet av 1840- och början av 1850-talet, såsom Gondolieren, Du bist mein mond, Tit er jeg glad. På 1860-talet fokuserade Wennerberg alltmera på den andliga sången. Under en för konststudier företagen resa till Tyskland och Italien 1851–52 hade han gjort flitiga iakttagelser över kyrkomusiken. Hans Davids psalmer, hela 55 nummer kör- och solosånger med pianoackompanjemang, utgavs i häften 1861–1887. De är hållna i en populariserad Händelsstil, väl utan Händels kontrapunktiska ofelbarhet, men genom sin enkla och högstämda, ofta innerliga ton en skatt, som gav den populärreligiösa sången i Sverige en välbehövlig lyftning. Dessa sånger kom i vidsträckt bruk för anspråkslösare kyrkokonsertsr och i hemlivet samt vann spridning även i Nord-Tyskland, Skottland och Amerika. Särskilt psalmen Min själ längtar och trängtar utgör en höjdpunkt av Wennerbergs kompositoriska ingivelse. 

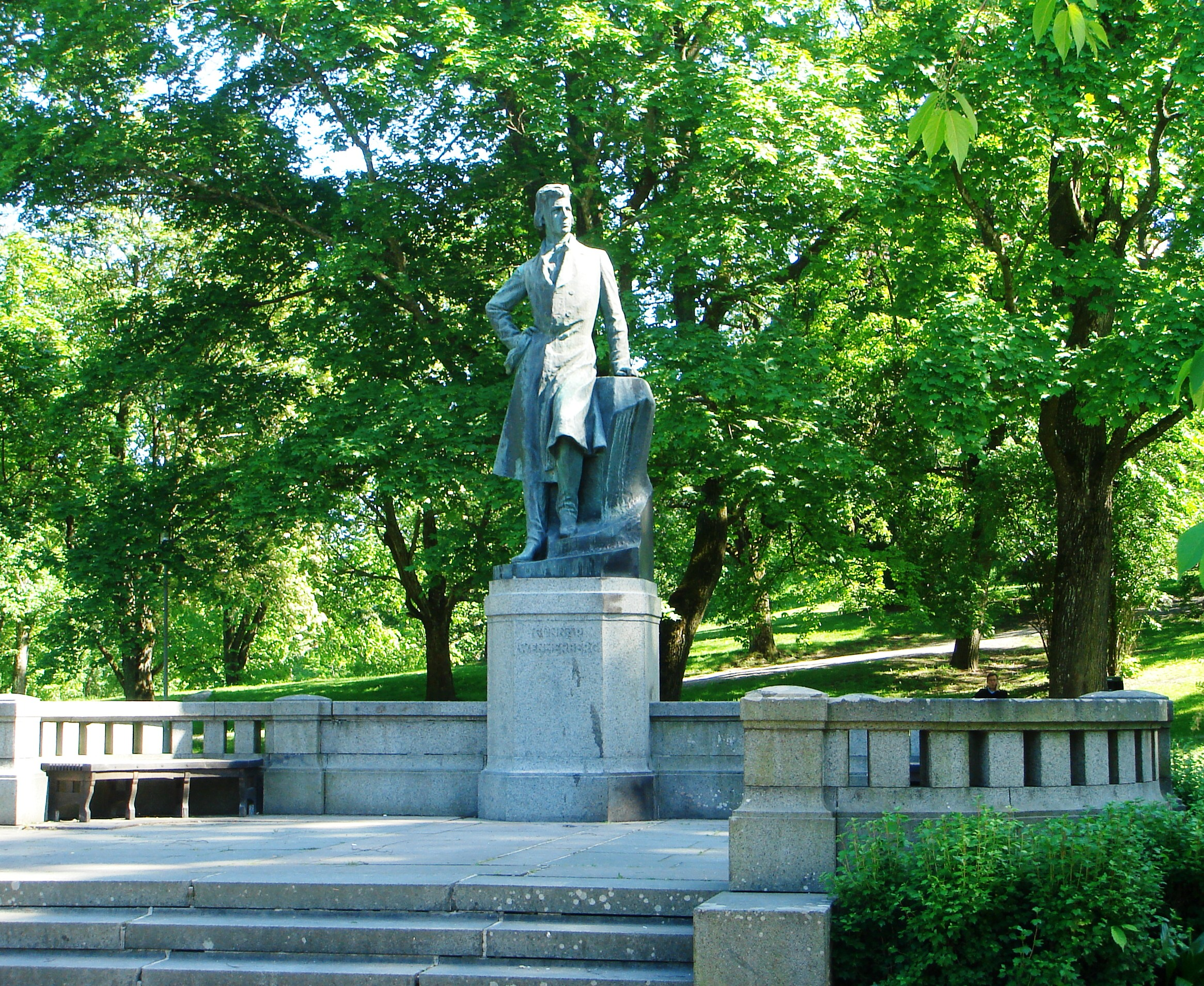
Staty över Gunnar Wennerberg på Slottsbacken i Uppsala, skapad av Theodor Lundberg 1912.

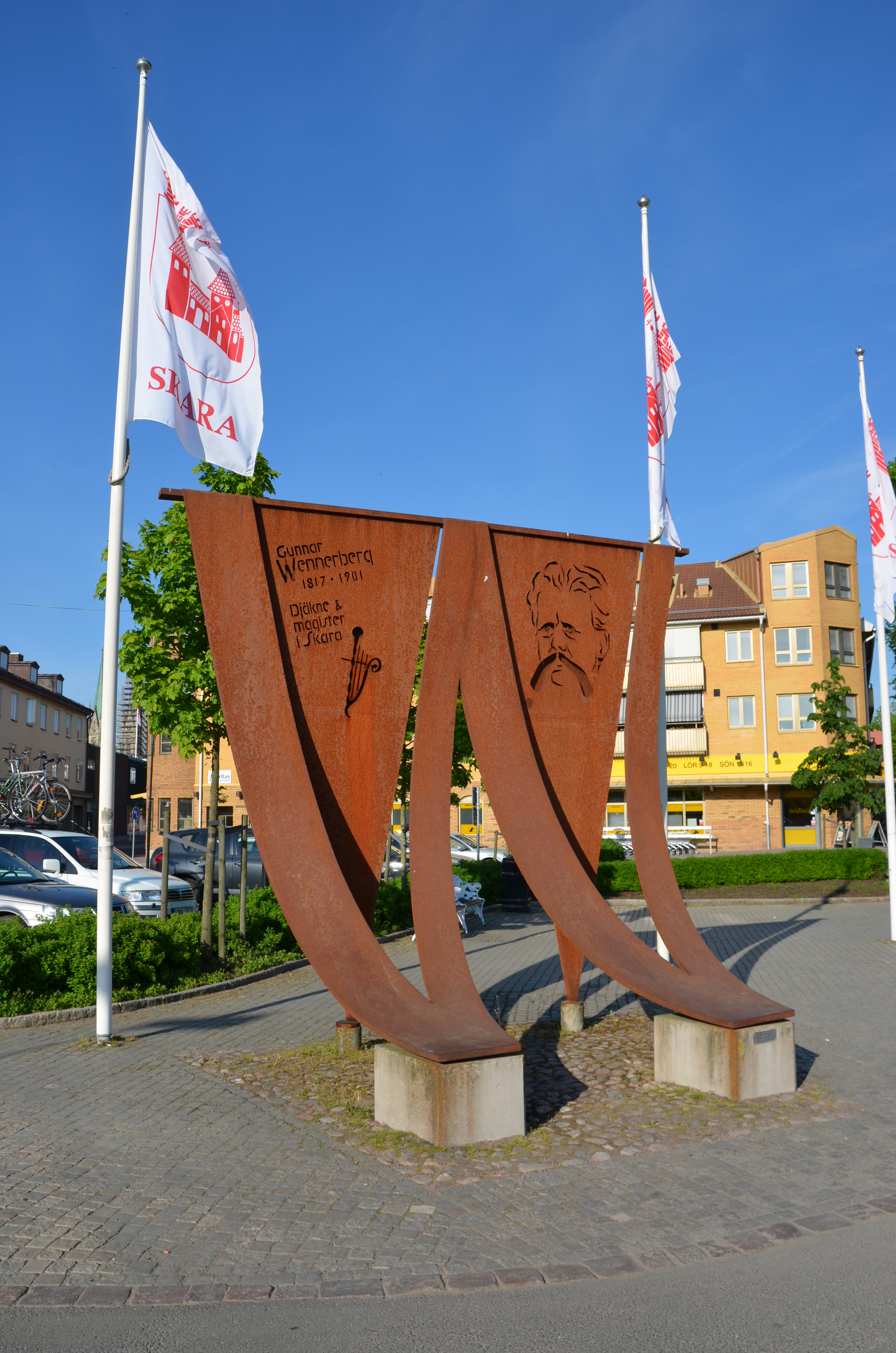
Minnesmärke över Gunnar Wennerberg av Lenny Clarhäll, Marumstorget i Skara.

I ungefär samma stil är oratoriet Jesu födelse, utgiven av Musikaliska konstföreningen i sångpartitur med piano 1863, sedermera orkestrerat av Wennerberg själv (endast i några smärre delar av K. Nordqvist) och utfört 1888. Sitt studium av instrumenteringskonsten tillgodogjorde Wennerberg vidare i det religiösa körverket Stabat mater (utfört 1893) Gunnar_Wennerberg_-_1878.jpgsamt oratorierna Jesu dom (utfört 1901) och Jesu död, det senare ej helt fullbordat. Våren 1919 stiftades i Stockholm av ledande musiker och musikvänner Gunnar Wennerbergs-sällskapet med uppgift att dels sprida och vidmakthålla kännedomen om Wennerbergs kompositioner, närmast genom ett reglera frågor om förlags- och uppföranderätt till hans oratorier, bidra till eller bekosta tryckning av notmaterialet till dessa för att tillhandahållas hugade musiksällskap, dels samla och bearbeta material för en biografi över Gunnar Wennerberg, främst med hänsyn till hans musikaliska verksamhet.
En fullständig förteckning över Gunnar Wennerbergs tonverk utgavs 1918 av Musikaliska akademiens bibliotekarie Carl Fredrik Hennerberg. Medan sålunda sånger av olika art då och då kom till allmänhetens kännedom, vanligen genom Uppsala studentsång som förmedlare, arbetade även skalden Wennerberg.
Då Gunnar Wennerberg började utge sina Samlade skrifter (4 band, 1881–85), visade det sig, att hans portfölj rymde en hel mängd saker, om vilka allmänheten inte haft en aning. Samlingen inleddes med Romerska minnen, i vilka han på vers omskrev de dagboksanteckningar, som han fört under sin för konststudier 1851–1852 med understöd av statsmedel företagna utländska resa. Denna omskrivning skedde i de mest olika versformer – rimmade och orimmade, antika och moderna, någon gång i en form, som starkt närmar sig prosatalets. I dessa dikter tar sig en varm beundran för Roms minnen, konst och folkliv uttryck. Än är framställningen patetisk, i synnerhet då det gäller munkdömet, än ger han luft åt sin sympati för Italiens kamp mot påveväldet. Andra bandet innehåller Gluntarne. Tredje bandet utgörs av de starkt efterklangsromantiska Trollrunor och det fjärde av en samling "Smärre dikter" från olika tider.
Sin plats inom vår litteratur har Wennerberg vunnit genom Gluntarne, vilka är ett pregnant uttryck för 1840-talets studentliv i Uppsala. Man träffar i dem som ett grunddrag den sorglöshetens romantik, som lätt nog blir hemmastadd bland de glada ungdomsskarorna vid ett småstadsuniversitet, helst under en tid, då överliggeriet var vanligt. Wennerberg ser hela denna livsåskådning med självironikerns godmodigt observerande blick och framställer den i en humoristisk belysning, med briljant lynne och äkta kvickhet, med verklighetskär realism och på samma gång ideell syn på livet. Beundransvärd är den dramatiska kraft han visar i dialogen, likaså ledigheten i meter och rim, så mycket mer som ordval och ordföljd är tagna ur den vanliga vardagsprosan, uppblandad med studentslang och emellanåt höjande sig till lyrik. Omedelbarhet, naturlighet, "improvisation", dramatisk livlighet och fint lyriskt natursinne är huvudegenskaper hos Gluntarne liksom hos deras stora föregångare Fredmans epistlar.

## Minnesverk efter Wennerberg
Skulpturer över Gunnar Wennerberg restes på Slottsbacken i Uppsala 1912 (åstadkommen genom nationalinsamling, modellerad av Theodor Lundberg), i Minneapolis (modellerad av Carl Eldh  1915), på Djurgården (reproduktion av Carl Eldhs staty) bekostad av grosshandlaren John Josephson 1916 samt på Marumstorget i Skara 2003 (Minnesmärke över Gunnar Wennerberg av Lenny Clarhäll). Hans byst (en herm modellerad av Carl Eldh) på hans hundraårsdag, avtäcktes i Stadsträdgården i Lidköping. I närheten finns Wennerbergsgården och Wennerbergsbron över Lidan. Hans marmorbyst (modellerad av John Börjeson) 1897 finns i Nationalmuseum.
I hemstaden Lidköping hålls Glunttraditionen vid liv, och den 5 november 2015 bildades där Gunnar Wennerberg Sällskapet. En stor kännedom om Gunnar Wennerbergs liv hade teologie doktor Bengt Wahlström från Lidköping, vilken bland annat är medförfattare till boken "Gunnar Wennerberg" utgiven av Skara stiftshistoriska sällskap.
På Kungsholmen i Stockholm finns Wennerbergsgatan som fick sitt namn 1938.

### Samlingar och urval
- Samlade skrifter. Stockholm: Seligmann. 1881-1885. Libris 41852
  -  1, Romerska minnen. 1881. Libris 41853. https://litteraturbanken.se/f%C3%B6rfattare/WennerbergG/titlar/SamladeSkrifter1/sida/I/faksimil?om-boken
  -  2, Gluntarne. 1882. Libris 41854. https://litteraturbanken.se/f%C3%B6rfattare/WennerbergG/titlar/SamladeSkrifter2/sida/I/faksimil?om-boken
  -  3, Trollrunor. 1883. Libris 41855. https://litteraturbanken.se/f%C3%B6rfattare/WennerbergG/titlar/SamladeSkrifter3/sida/I/faksimil?om-boken
  -  4, Smärre dikter. 1885. Libris 41856. https://litteraturbanken.se/f%C3%B6rfattare/WennerbergG/titlar/SamladeSkrifter4/sida/I/faksimil?om-boken
- Bref och minnen. Stockholm: Geber. 1913-1916. Libris 364700
  -  Del 1. 1913. Libris 364701
  -  Del 2. 1914. Libris 364703
  -  Del 3. 1916. Libris 364702
- Brev från Gunnar Wennerberg / utg. av Daniel Fryklund. Hälsingborg: Schmidt. 1923. Libris 1484267

### Musikverk i urval
- Frihet bor i Norden (1847) Finns på Wikisource.
- Stå stark du ljusets riddarvakt (1848) Finns på Wikisource.
- Hur länge skall i Norden (1848) Finns på Wikisource.
- Trummarsch (1848) Finns på Wikisource.
- O Gud, som styrer folkens öden (1849) Finns på Wikisource.
- Gluntarne (1851) Finns på Wikisource.
- Nio serenader (1852)
- Hör oss, Svea (1853) Finns på Wikisource.
- De tre (1860)
- Skarpskyttemarsch (1861) Finns på Wikisource.
- Säg oss ditt namn, du fruktansvärde (1871) Finns på Wikisource.
- Så contigit in Lenom (1871)
- Kung Karls drapa (1872) Finns på Wikisource.
- Runa om Necken. Stockholm. 1890. Libris 20696407. http://hdl.handle.net/2077/52222

### Psalmer
Wennerbergs psalmer är publicerade i ett flertal olika psalmböcker, däribland 1986 års psalmbok för Svenska kyrkan och Frälsningsarméns sångbok 1990 (FA).
- Hör mig när jag ropar, ur Davids psalmer (nr. 4)
- Gören portarne höga och dörrarne vida, ur Davids Psalmer (1866–1869, 1884–1886), fri tolkning av psaltartexten ur 1868 års Bibel. Finns på Wikisource.
- Herren är min herde god (1986 nr 558), tonsatt 1869 egentligen till Utrannsaka mig, min Gud Finns på Wikisource.
- Skönt det är i kvällens timma (FA nr 750) Finns på Wikisource.
- Tillkomme ditt rike (1986 nr 100), tonsatt 1870 Finns på Wikisource.

## Priser och utmärkelser
- 1850 – Kungliga priset
- 1850 – Ledamot av Kungliga Musikaliska Akademien
- 1871 – Hedersledamot av Konstakademien
- 1873 – Kommendör med stora korset av Nordstjärneorden
- 1890 – Riddare av Serafimerorden